# Feel Alive (singel ATB)
Feel Alive – drugi singel André Tannebergera z albumu Trilogy. Został wydany 27 lipca 2007 roku i zawiera pięć utworów. Piosenkę zaśpiewał Jan Löchel.

## Lista utworów
| Nr | Tytuł                                     | Długość |
| -- | ----------------------------------------- | ------- |
| 1. | Feel Alive (Airplay Mix)                  | 3:44    |
| 2. | Feel Alive (Sunloverz Edit)               | 3:55    |
| 3. | Feel Alive (Duende Remix Edit)            | 3:53    |
| 4. | Desperate Religion (Cunningham Remix)     | 7:53    |
| 5. | Desperate Religion (Egohead Deluxe Remix) | 7:04    |